# Lude Hitosa
Lude Hitosa (parfois écrit « Lode Hetosa ») est un woreda du centre de l'Éthiopie situé dans la zone Arsi de la région Oromia. Détaché du woreda voisin Hitosa dans les années 2000, il a 107 133 habitants en 2007. Son chef-lieu est Huruta.
Huruta se trouve à une quinzaine de kilomètres d'Iteya sur la route en direction de Robe,.
Son nom peut également s'écrire « Hurta ».
Le woreda est entouré par Dodota, Sire, Diksis et Hitosa. Il fait partie du bassin versant de l'Awash[réf. souhaitée].
Au recensement national de 2007, le woreda compte 107 133 habitants dont 14 % de citadins comprenant les 13 265 habitants de Huruta et 2 033 habitants à Arbe Gabeya[Où ?]. La majorité des habitants du woreda (53 %) sont orthodoxes, 45 % sont musulmans et 1 % sont protestants.
En 2022, la population du woreda est estimée à 160 132 personnes avec une densité de population de 298 personnes par km2 et 538 km2 de superficie.